# Us (The Walking Dead)
Us é o décimo quinto episódio da quarta temporada da série de televisão de terror e drama pós-apocalíptico The Walking Dead. Foi exibida originalmente na AMC em 23 de março de 2014, nos Estados Unidos. No Brasil, o episódio foi exibido em 25 de março do mesmo ano, no canal Fox Brasil. A produção foi dirigida por Greg Nicotero e escrita por Nichole Beattie e Seth Hoffman.

## Enredo
Glenn Rhee (Steven Yeun), Tara (Alanna Masterson), Abraham Ford (Michael Cudlitz), Rosita (Christian Serratos) e Eugene (Josh McDermitt) continuam a andar nos trilhos da ferrovia, quando Glenn vê a mensagem sobre Terminus que Maggie Greene (Lauren Cohan) havia deixado para ele. Percebendo que Maggie ainda está viva, Glenn e os outros continuam a seguir nos trilhos.
Enquanto isso, Rick Grimes (Andrew Lincoln), juntamente com Carl Grimes (Chandler Riggs) e Michonne (Danai Gurira), estão em outra parte da linha férrea. Carl e Michonne continuam a comer barras de chocolate enquanto eles fazem seu caminho para Terminus. Os dois conversam sobre a vida pessoal de Michonne antes do apocalipse, e ela chega a dar detalhes sobre seu filho bebê que morreu.
Em outro lugar, Daryl Dixon (Norman Reedus) e Len (Marcus Hester) estão caçando, quando Daryl mata um coelho. Len então afirma que o coelho deve ser seu e discute com Daryl, antes de Joe (Jeff Kober) os interromper. Joe explica a Daryl que o grupo tem algumas regras, e uma delas é que se eles querem alguma coisa, devem "reivindicá-la", o que lhes dá direito a ter aquilo que eles querem. Joe então corta o coelho ao meio, dividindo-o para para Len e Daryl, uma vez que Daryl não tinha conhecimento da regra. Enquanto caminhava sobre os trilhos, Joe incentiva Daryl a permanecer com eles, embora ele informa a Daryl que quem resiste ou rouba o grupo deve levar uma surra severa.
O grupo de Glenn eventualmente se depara com uma torre onde um morto-vivo está prestes a cair do telhado em cima de Eugene. Abraham salva Eugene empurrando-o para fora do caminho, mas faz com que Tara caia e se machuque, ferindo a perna. Abraham quer descansar, mas Glenn quer continuar caminhando para Terminus. Ele se oferece para dar a Eugene sua ferramenta de proteção, com a condição de que o grupo de Abraham siga com ele para Terminus. Abraham aceita e o grupo segue em frente.
Depois de o grupo de Joe passar a noite em uma plataforma ferroviária, Daryl acorda com Len acusando-o de roubar sua metade do coelho. Joe verifica os pertences de Daryl, e encontra a outra metade do coelho. Enquanto Daryl, raivoso, insiste que ele não roubou o coelho e que a situação foi armada, Joe dá socos em Len e revela que ele viu Len colocar o coelho nos pertences de Daryl para lhe acusar. Todo o grupo de Joe passa a espancar Len. Mais tarde, ao deixar o local com o grupo, Daryl vê o corpo espancado de Len com uma seta em sua cabeça. Joe informa a Daryl que eles estão seguindo um homem que matou um dos seus companheiros, e que este homem possivelmente está indo para Terminus. Mais tarde, Joe, Daryl e os saqueadores, após passar pela embalagem da barra de chocolate degustada por Carl, percebem que eles estão nas pistas certas para encontrar o homem descrito pelo líder dos saqueadores.
O grupo de Glenn se aproxima de um túnel e vê uma outra mensagem deixada por Maggie. Glenn quer continuar seguindo os trilhos, mas Abraham se recusa a entrar no túnel escuro por ter medo de Eugene ser atacado por mortos-vivos e morrer. Do lado de fora, é possível ouvir sons de zumbis dentro do túnel. Glenn mostra-se irredutível e insiste em entrar no túnel, recebendo o apoio de Tara. Abraham mais uma vez se recusa e argumenta que eles podem atravessar o túnel pela parte de fora deste, por ser mais seguro, mas que isto levaria cerca de dois dias. Glenn não aceita a proposta de Abraham por ter medo de perder Maggie e suas pistas, e os dois decidem romper o acordo. Abraham deixa Glenn e Tara com duas latas de comida e uma lanterna, e diz-lhes que ele, Rosita e Eugene irão seguir pela estrada, e que talvez os dois se reencontrem daqui a alguns dias. Dentro do túnel, Tara diz a Glenn o quanto ela se sente ruim sobre o seu envolvimento com o Governador (David Morrissey) e o ataque à prisão, e expressa o quão ruim ela se sente sobre a morte de Hershel Greene (Scott Wilson), e por isso ela está disposta a fazer o possível para ajudar Glenn. Eles são, então, cercados e dominados pelos mortos-vivos, e Tara acaba prendendo seu pé em uma rocha. A situação se agrava cada vez mais, a medida que os zumbis se aproximam. Tara implora para Glenn lhe abandonar e ir atrás de Maggie, mas ele se recusa a deixá-la. Entretanto, quando parece que os dois serão atacados e mortos pelos zumbis, a dupla é salva por Maggie, Sasha (Sonequa Martin-Green) e Bob (Lawrence Gilliard Jr.), juntamente com o grupo de Abraham. Glenn e Maggie finalmente se reencontram. Eugene consegue convencer Abraham a ir para Terminus com os outros, já que o lugar pode ser uma "base" para eles, e eles podem ser capazes de recrutar outras pessoas em Terminus para ir a Washington.
O grupo se reúne e finalmente chegam a Terminus, onde entram com facilidade. Uma mulher chamada Mary (Denise Crosby) recepciona-os e oferece-lhes um pouco de carne.

## Produção
"Us" foi escrito por Nichole Beattie e Seth Hoffman, sendo que é o terceiro episódio que cada um escreve para a série. O episódio foi dirigido pelo produtor e diretor de efeitos especiais Greg Nicotero.
Quase todos os atores do elenco principal aparecem neste episódio, com as exceções de Melissa McBride, Emily Kinney e Chad Coleman.